# ケイト・シーゲル
ケイト・シーゲル（Kate Siegel、1982年8月9日 - ）は、アメリカ合衆国の女優、脚本家。2016年に映画監督のマイク・フラナガンと結婚しており、彼の作品に多く出演していることで知られる。
ホラー作品での活躍から「スクリーム・クイーン」とも呼ばれている。

## 来歴
1982年8月9日、メリーランド州シルバースプリング生まれのユダヤ人である。メリーランド州にある聖公会系の学校に通い、2004年にシラキュース大学を卒業した。
2008年、自身はバイセクシュアルであり、以前に女性と交際していたことがあると語った。
その後、2016年にマイク・フラナガンと結婚した。2人には息子のコーディと娘のテオドラの2人の子供がいる。息子は、フラナガンが以前交際していた女性との子供である。娘のテオドラという名前は、シーゲルが『ザ・ホーンティング・オブ・ヒルハウス』で演じた際のキャラクターから取っている。
スタンダップ・コメディアンで女優のホイットニー・カミングスとは高校の同級生である。

## キャリア
2007年1月23日に公開された映画『The Curse of The Black Dahlia』で女優デビュー。 同年、4月28日にトライベッカ映画祭でワールドプレミア上映された『Hacia La Oscuridad』に出演。さらに『Steam』にも出演し、ルビー・ディーやアリー・シーディ、チェルシー・ハンドラーと共演を果たした。
2009年、『ゴースト 〜天国からのささやき』にシェリル役でTVドラマデビュー。2010年にはTVドラマ『NUMBERS 天才数学者の事件ファイル』にレイチェル・ホランダー役で出演。
2012年、『キャッスル 〜ミステリー作家は事件がお好き』に出演。同年、スリラー映画『Wedding Day』に出演。
2013年、フラナガンが監督・脚本を務めたホラー映画『オキュラス／怨霊鏡』に出演。同作は2013年9月にトロント国際映画祭でワールドプレミア上映され、2014年4月に公開された。
2015年11月、パトリック・カーマンのジュブナイル小説『13 Days to Midnight』を映画化し、シーゲルとフラナガンが脚本を務めることが明らかになった。
2016年、ホラー・スリラー映画『サイレンス』で殺人鬼に狙われるろう者の役で主演し、フラナガンと共同で脚本家デビューも果たした。同作は2016年3月12日にサウス・バイ・サウスウエストでワールドプレミア上映され、2016年4月8日にNetflixで公開された。同年10月21日に公開された、フラナガンが監督を務めた『ウィジャ ビギニング 〜呪い襲い殺す〜』にも出演した。
2021年、フラナガンが脚本・監督を務めたNetflixのミニシリーズ『真夜中のミサ』でエリン・グリーン役を演じ、50周年記念サターン賞でサターンストリーミング主演女優賞にノミネートされた。

## 主な作品

### 映画
| 公開年 | タイトル                                                   | 役名                   | 備考       |
| ------ | ---------------------------------------------------------- | ---------------------- | ---------- |
| 2007   | Hacia la oscuridad                                         | Jenn                   |            |
| 2007   | The Curse of the Black Dahlia                              | Jennifer               |            |
| 2007   | Steam                                                      | エリザベス             |            |
| 2012   | Wedding Day                                                | Erica                  |            |
| 2013   | オキュラス／怨霊鏡 Oculus                                  | マリソル・チャベス     |            |
| 2016   | サイレンス Hush                                            | マディ・ヤング         | 主演、脚本 |
| 2016   | ウィジャ ビギニング 〜呪い襲い殺す〜 Ouija: Origin of Evil | ジェニー・ブラウニング |            |
| 2017   | ジェラルドのゲーム Gerald's Game                           | サリー                 |            |
| 2021   | 意のままに Hypnotic                                        | ジェン・トンプソン     | 主演       |
| 2023   | The Wrath of Becky                                         | エージェント・モンタナ |            |
| TBA    | The Room Returns!                                          | クローデット           |            |
| TBA    | The Life of Chuck                                          |                        |            |

### テレビ
| 公開年 | タイトル                                                         | 役名                       | 備考                                                         |
| ------ | ---------------------------------------------------------------- | -------------------------- | ------------------------------------------------------------ |
| 2009   | ゴースト 〜天国からのささやき Ghost Whisperer                    | シェリル                   | シーズン4第12話「過去との対峙」                              |
| 2010   | NUMBERS 天才数学者の事件ファイル Numb3rs                         | レイチェル・ホランダー     | シーズン6第14話「セレブの本性」                              |
| 2012   | キャッスル 〜ミステリー作家は事件がお好き Castle                 | ナディア                   | シーズン4第19話「47秒」                                      |
| 2018   | ザ・ホーンティング・オブ・ヒルハウス The Haunting of Hill House  | テオドラ・”テオ”・クレイン | メインキャスト                                               |
| 2020   | HAWAII FIVE-0 Hawaii Five-0                                      | ジョアンナ                 | シーズン10第14話「名も知らぬ華」                             |
| 2020   | ザ・ホーンティング・オブ・ブライマナー The Haunting of Bly Manor | ヴァイオラ・ロイド         | 計2話出演（第8、9話）                                        |
| 2021   | 真夜中のミサ Midnight Mass                                       | エリン・グリーン           | メインキャスト サターンストリーミング主演女優賞 - ノミネート |
| 2022   | きみがぼくを見つけた日 The Time Traveler's Wife                  | アネット・ディタンブル     | 計3話出演（第1、2、6話）                                     |
| 2023   | アッシャー家の崩壊 The Fall of the House of Usher                | カミーユ・レスパネイ       | メインキャスト                                               |